# Turmhügel Kaltenherberg
Der Turmhügel Kaltenherberg liegt bei  Kaltenherberg, heute einem Gemeindeteil der Gemeinde Bernhardswald im Oberpfälzer Landkreis Regensburg.
Der Turmhügel (Motte) liegt oberhalb des Sulzbachs und 540 m südöstlich der Ortsmitte von Kaltenherberg bzw. 580 m südwestlich von Adlmannstein. Die Höhenburganlage wird als „mittelalterlicher Turmhügel“ unter der Aktennummer D-3-6939-0205 im Bayernatlas aufgeführt.